# Koh Rong
Pour les articles homonymes, voir KOH (homonymie).
Koh Rong, aussi romanisé en Kaôh Rōng ou Kos Rong (khmer : កោះរ៉ុង), est la deuxième plus grande île du Cambodge. Koh Rong veut dire « île grotte » en khmer. Située dans la province de Kaoh Kong à environ 25 kilomètres au large de Sihanoukville, dans le golfe de Thaïlande, l'île a une superficie d'environ 78 km2.
Il y a quatre petits villages présents sur l'île : Koh Tuich, Dam Dkeuw, Prek Svay et Soksan. L'île est également le foyer de plus d'une douzaine de maisons d'hôtes et de bungalows, beaucoup d'entre eux appartenant à des étrangers.
L'île fait partie de l'archipel de Koh Rong, une chaîne d'îles dans le golfe de Thaïlande. Comme la plupart des îles voisines, Koh Rong a fait l'objet d'une concession foncière accordée par le gouvernement au conglomérat cambodgien Royal Group, qui a obtenu un bail de 99 ans afin de développer les infrastructures touristiques dans l'île.
Le programme de la télévision française « Koh-Lanta » a été filmé sur Koh Rong, juste après le tournage d'une saison de « Survivor », programme de télévision américain, près du village de Soksan en 2012 et en 2016.
En 2018, le Cambodge  a décidé de créer un parc national sur l'archipel. Outre Koh Rong, le parc couvrira 6 autres îles : Koh Rong Sanloem, Koh Koun, Koh Touch, Koh Tatiem, Koh Mnoas Krav et Koh Mnoas Knong, soit une surface de 52448 hectares.
L'objectif est de protéger la biodiversité et l'écosystème de l'archipel, ainsi que le mode de vie de ses habitants, dans un souci de développement durable.

## Géographie
Koh Rong est la plus grande des îles au large de la côte de Sihanoukville dans le golfe de Thaïlande. L'île s'étend du sud-est au nord-ouest, de forme plus ou moins allongée, sur environ 15 kilomètres de long sur 9 de large. Elle est vallonnée avec un sommet au nord-ouest de l'île culminant à 317 mètres d'altitude. Les collines fournissent de l'eau pour d'innombrables criques et les estuaires. L'intérieur de l'île est presque entièrement boisé et dissimule un certain nombre de chutes d'eau saisonnières. 
Koh Rong possède un littoral composé d'environ 43 kilomètres de plages. Les baies, les caps saillants et d'impressionnantes formations rocheuses de grès contribuent au panorama pittoresque de l'île. La côte sud, exposée aux intempéries, est particulièrement spectaculaire, alors que la côte nord, qui est tournée vers la terre, est caractérisée par une séquence de douces collines en pente douce vers les plages nombreuses, les criques et les baies. 
Plusieurs petits îlots et de nombreux récifs offrent une abondance de milieux naturels et une grande variété de la vie marine. Le centre de l'île est une plaine de sédiments qui relie les deux massifs vallonnés du sud-est et nord-ouest. Bien que la plupart de la surface de l'île est encore couverte de forêts, de nombreuses années d'exploitation forestière illégale ont sérieusement affecté la qualité et la santé de la jungle. Les grand feuillus, anciens et à croissance lente sont devenus rares, la variété arboricole originale étant en train de disparaître, progressivement remplacée par des cultures commerciales, comme les palmiers à huile, en particulier le long de la côte et dans les terres basses.

## Les établissements et infrastructures
Il y a 4 villages distinctes sur Koh Rong - Koh Tuich Village dans le sud, Prek Sway et Daum Skeuw dans le nord-est et Soksan Village dans le nord-ouest. La plupart des habitants de l'île vivent de la pêche, même si un nombre croissant a trouvé un emploi dans le secteur du tourisme en croissance rapide. Cela est particulièrement vrai pour Koh Tuich Village. 
Depuis 2017, l'île se développe tout en gardant son aspect naturel. Il est désormais possible de se déplacer en taxi, ou de louer des scooters pour visiter les plages (routes en terre battue). L'accès à l'île peut se faire par les compagnies locales (peu fiables avec retards fréquents), ou via les navettes privées des hôtels (The Royal Sands, Anaya Koh Rong, Tamu Koh Rong).
Le mode de vie traditionnel de la population de l'île, composée d'environ 1100 habitants, semble aujourd'hui menacé par les projets de développement touristique de l'île.

## Galerie

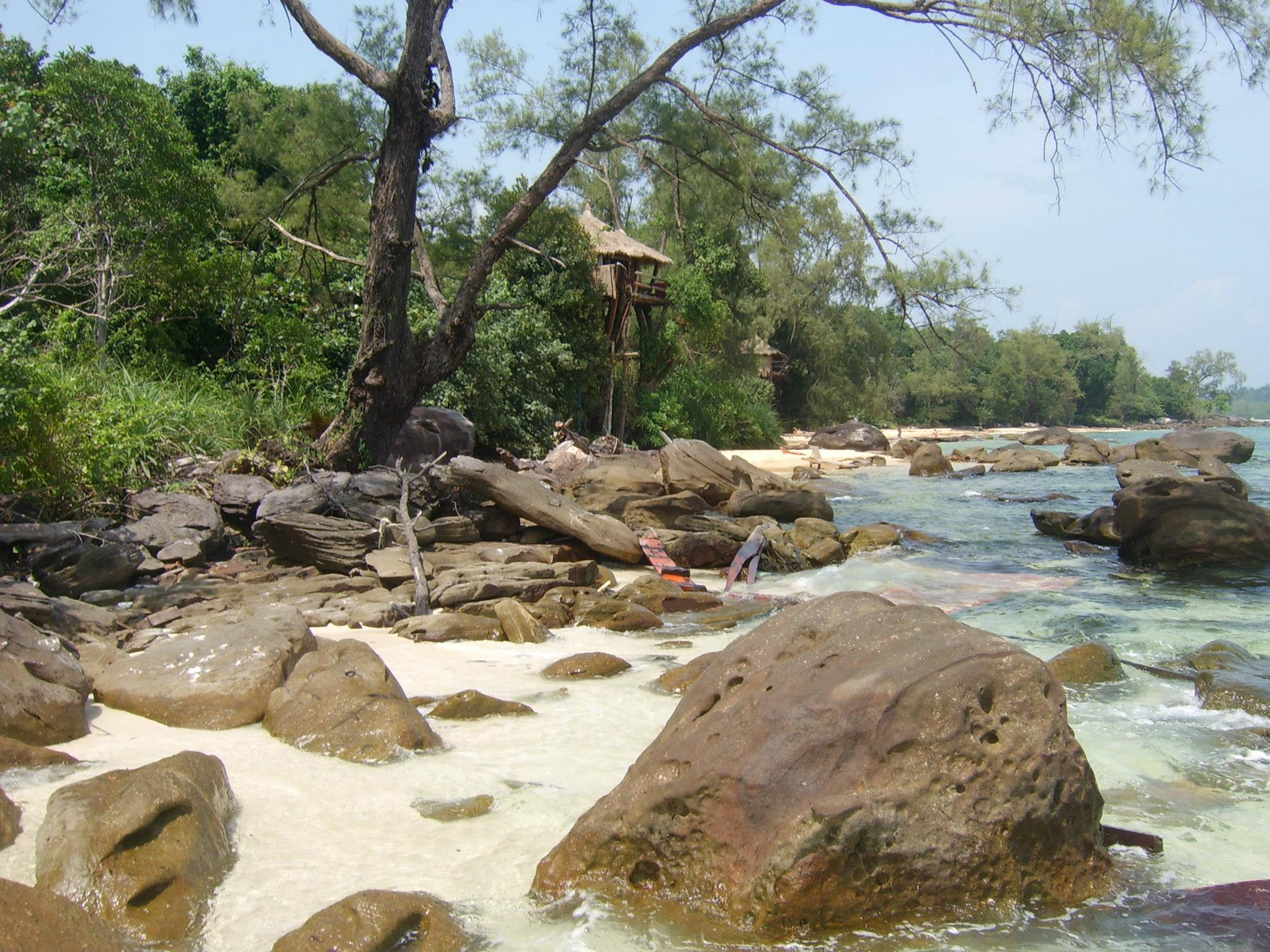
Koh Rong - bungalows
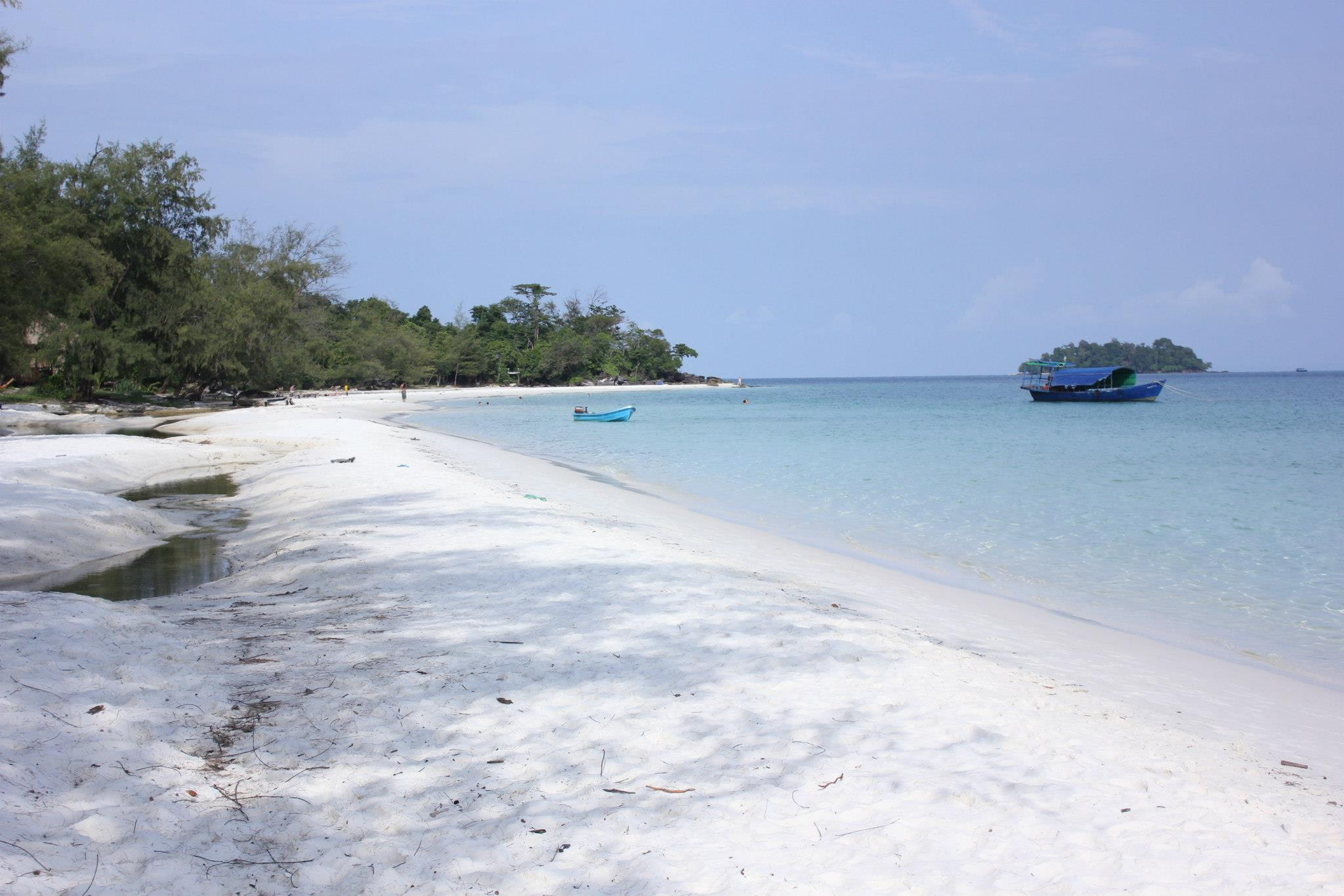
Koh Rong - Plage de sable fin
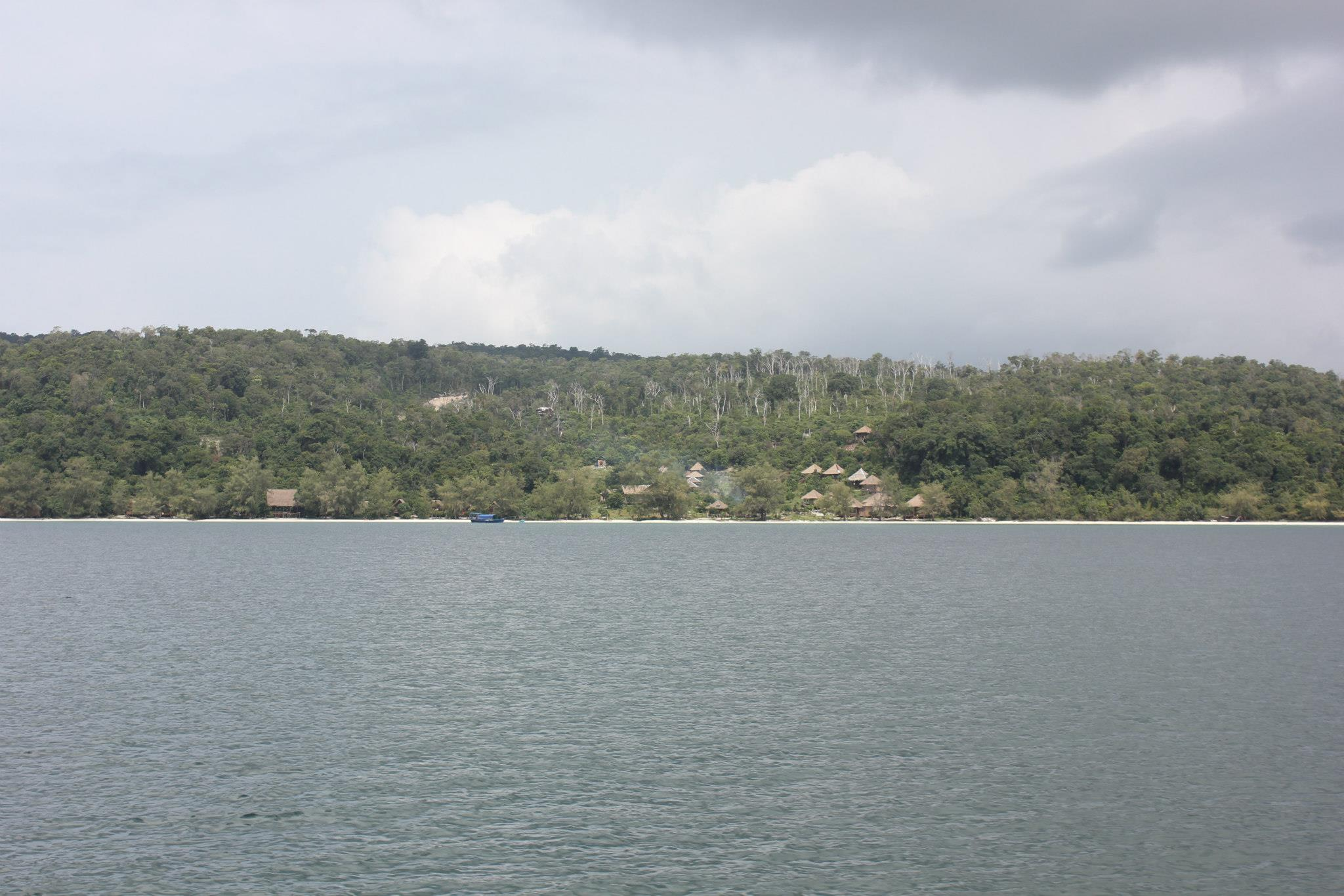
Koh Rong - vue de la mer
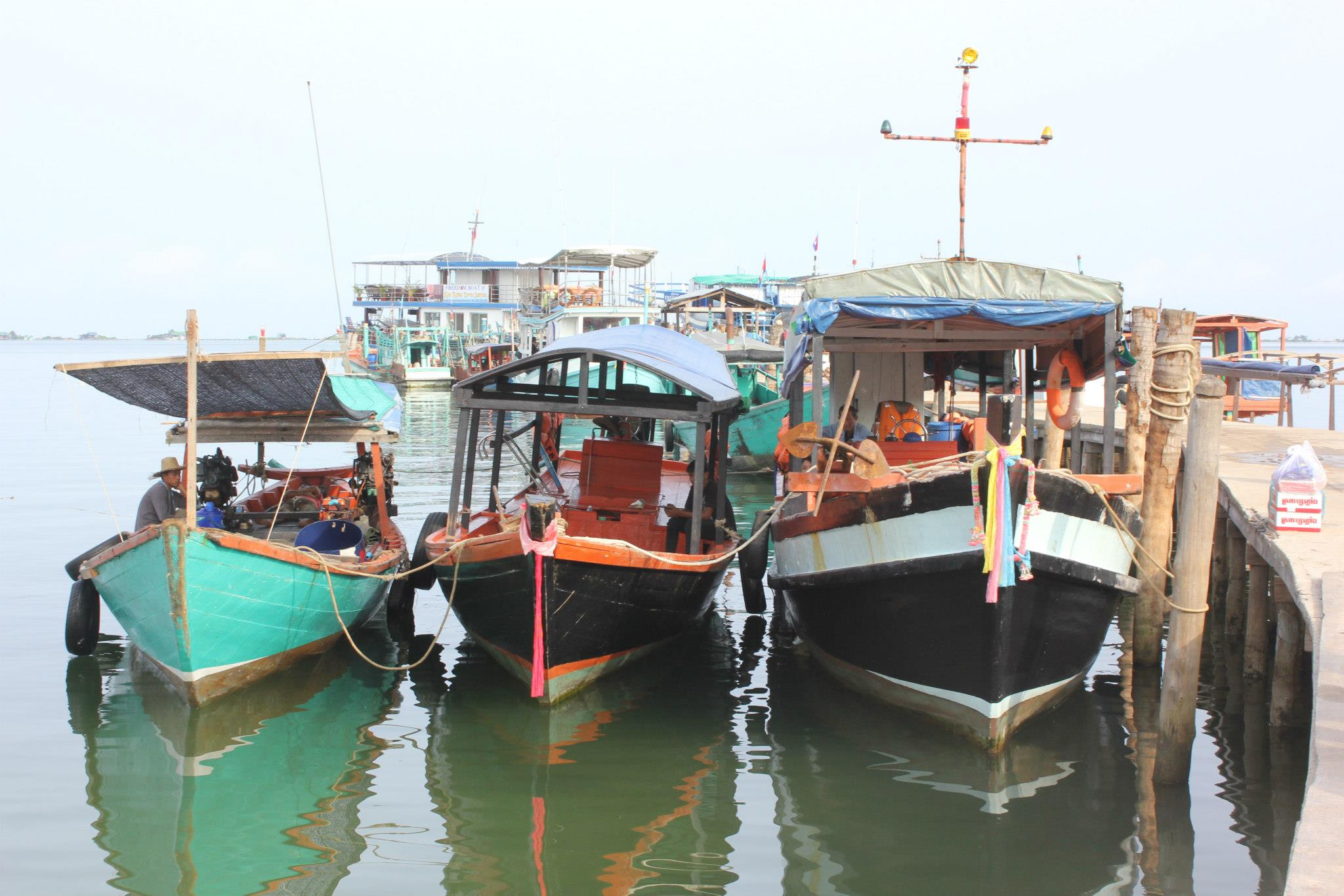
Koh Rong - bateaux
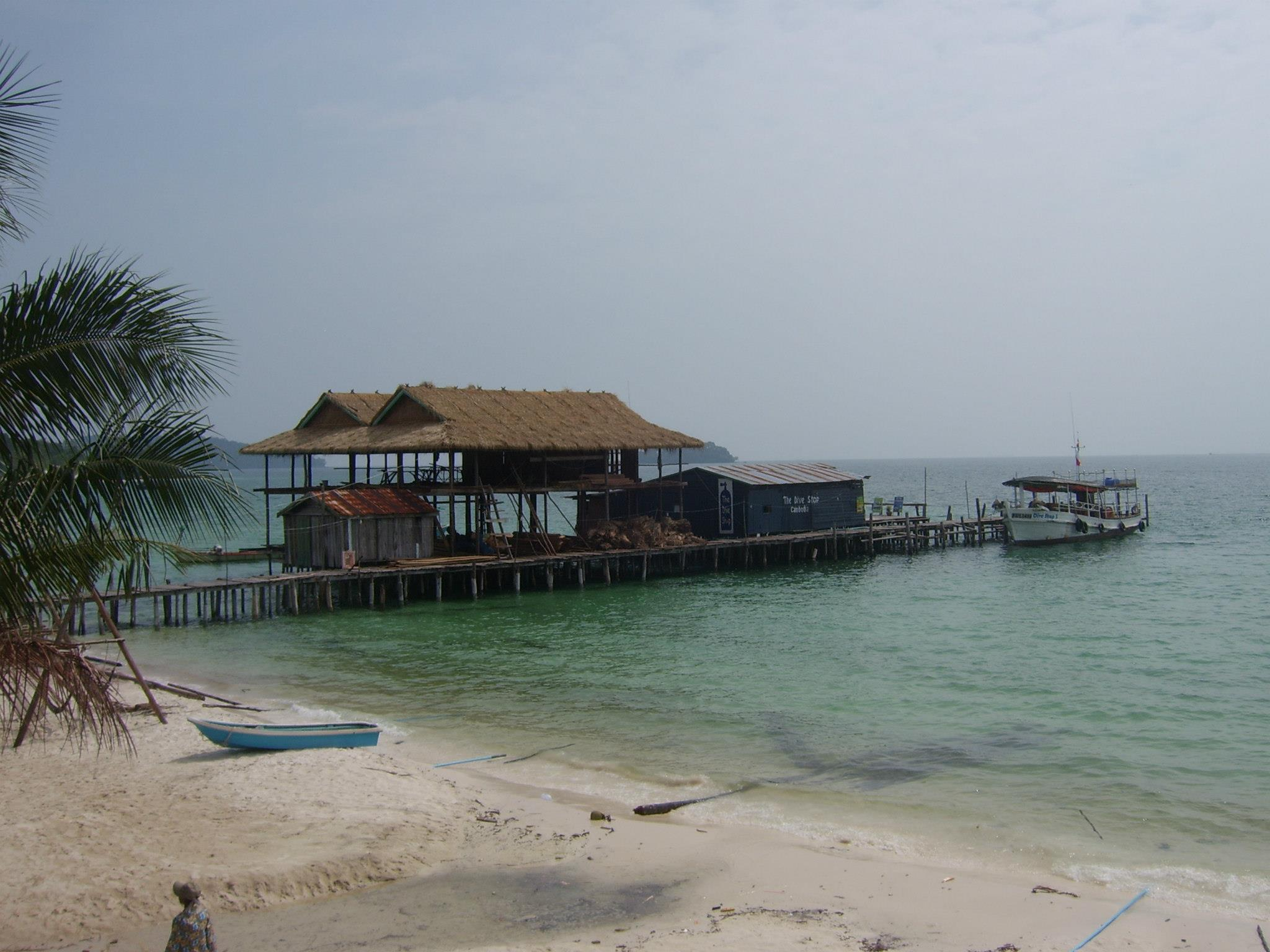
Koh Rong - port
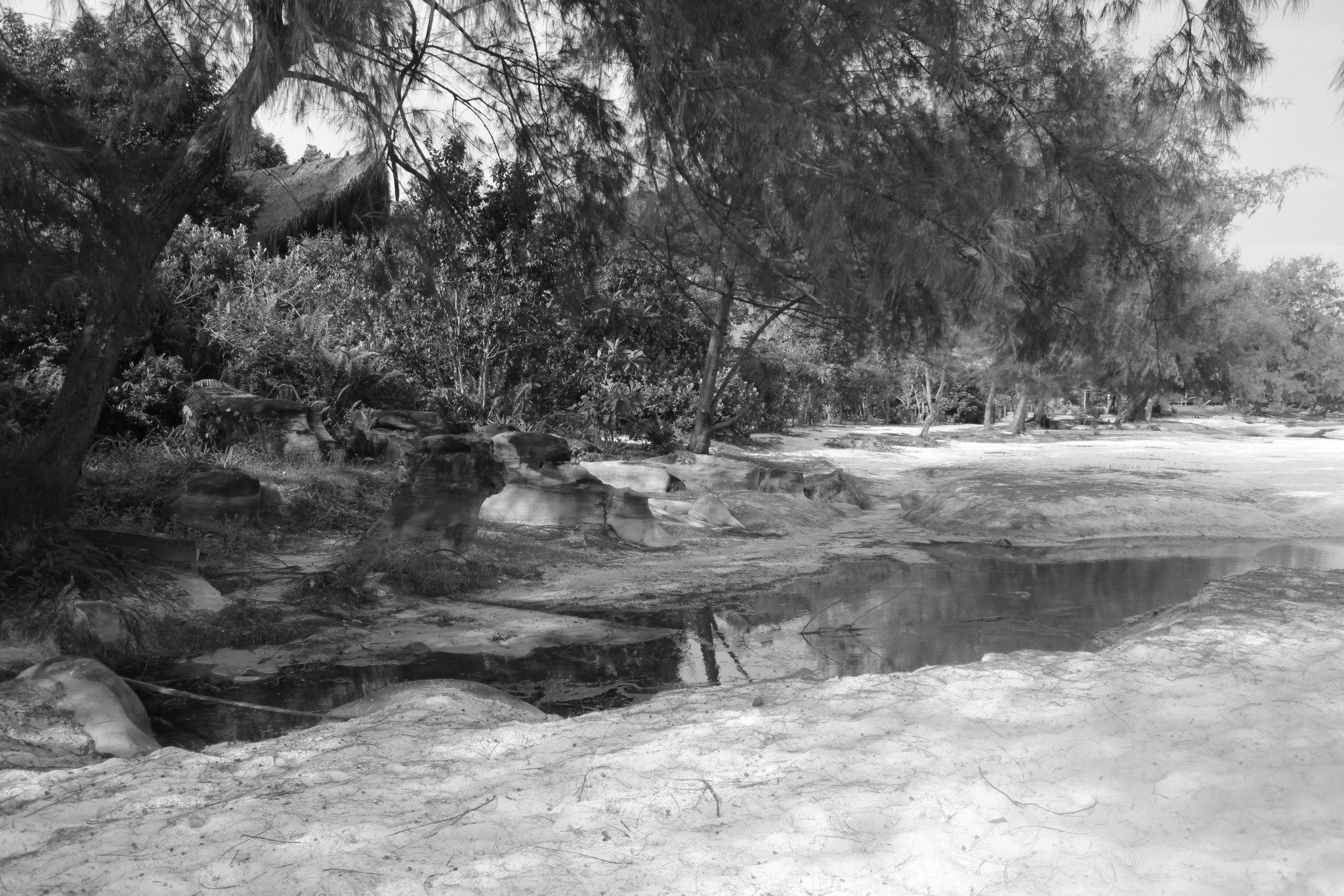
Koh Rong - plage noir et blanc